# Estación de Casa-Port
La estación de Casa-Port (en árabe: محطة الدار البيضاء الميناء‎, en francés: Gare de Casa-Port) es una estación ferroviaria situada en el centro de Casablanca, cerca del puerto de Casablanca. Acoge servicios de trenes de cercanías, regionales y de larga distancia, y es, junto a la estación de Casa-Voyageurs, una de las dos estaciones principales de la ciudad.

## Remodelación

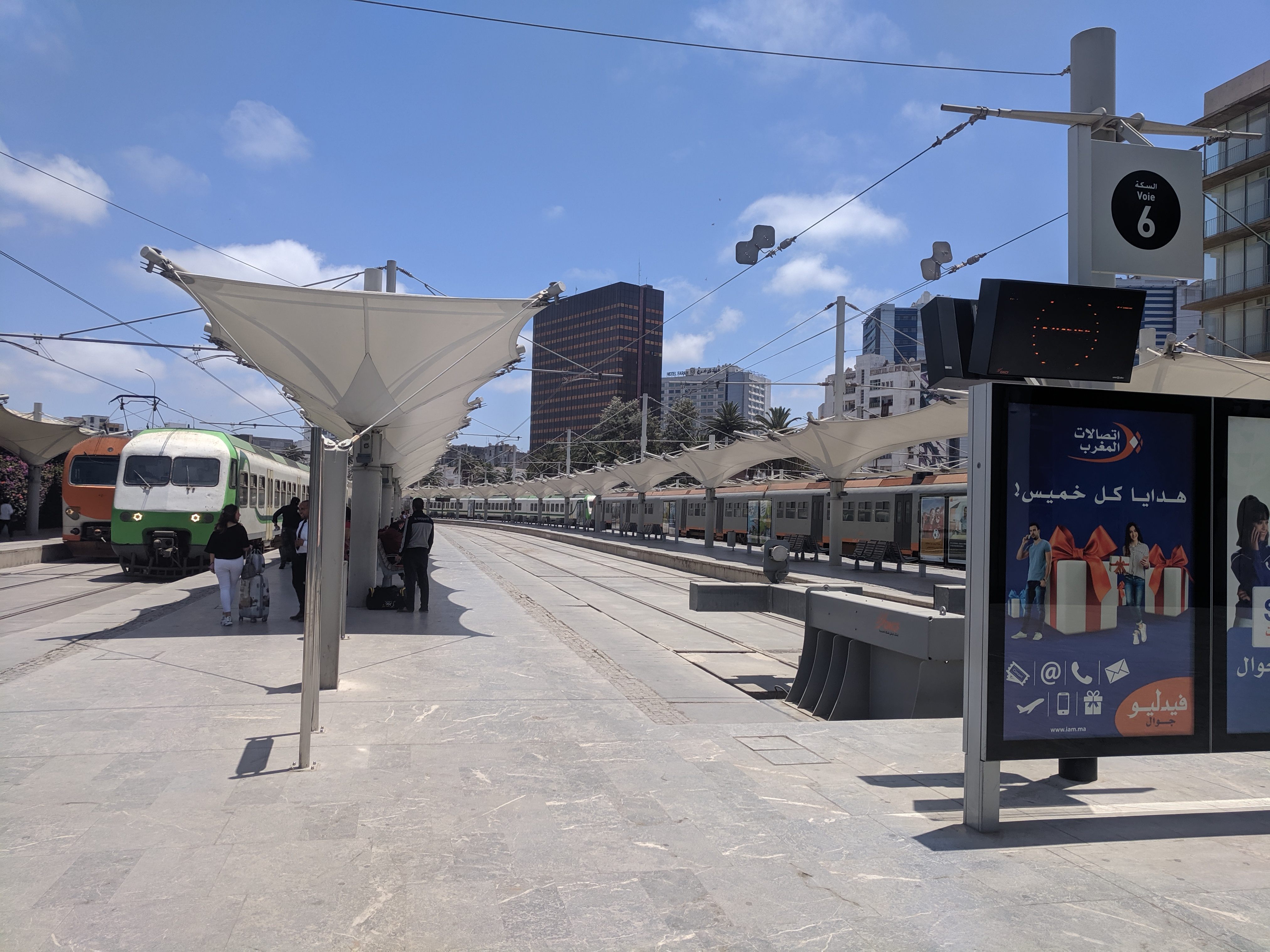
Trabajos de remodelación en 2013.

La estación fue remodelada entre 2008 y septiembre de 2014. El proyecto incluyó la modernización de la infraestructura ferroviaria y de los andenes, así como la construcción de una nueva área de pasajeros, tiendas y un aparcamiento subterráneo de 500 plazas, además de 27 000 metros cuadrados (290 625,7 ft²) de espacios de oficinas. La inversión total de ONCF fue de alrededor de 100 millones de MAD.
Una vez finalizadas las obras, la estación cuenta con 8 vías y 5 andenes, y tiene una capacidad de 20 trenes por hora.
Las obras de reconstrucción tuvieron varios contratiempos. Inicialmente, AREP y Groupe 3A se encargarían de llevar a cabo la obra, con intención de que finalizara en 2012. Luego se retrasó a 2013.   La parte más complicada de la construcción fue la construcción de nuevos niveles subterráneos en una zona tan cercana al mar, con suelo inestable. En 2010, el sitio se inundó, esto, sumado al fracaso del contratista, obligó a volver a licitar las obras. A pesar de los múltiples retrasos en las obras, la nueva estación fue inaugurada el 25 de septiembre de 2014 en presencia del rey Mohammed VI.